# Pseudonicsara april
Pseudonicsara april är en insektsart som beskrevs av Sigfrid Ingrisch 2009. Pseudonicsara april ingår i släktet Pseudonicsara och familjen vårtbitare. Inga underarter finns listade i Catalogue of Life.